# Tzvelevopyrethrum walteri
Tzvelevopyrethrum walteri là một loài thực vật có hoa trong họ Cúc. Loài này được (C.Winkl.) Kamelin miêu tả khoa học đầu tiên năm 1993.